# Panalpina

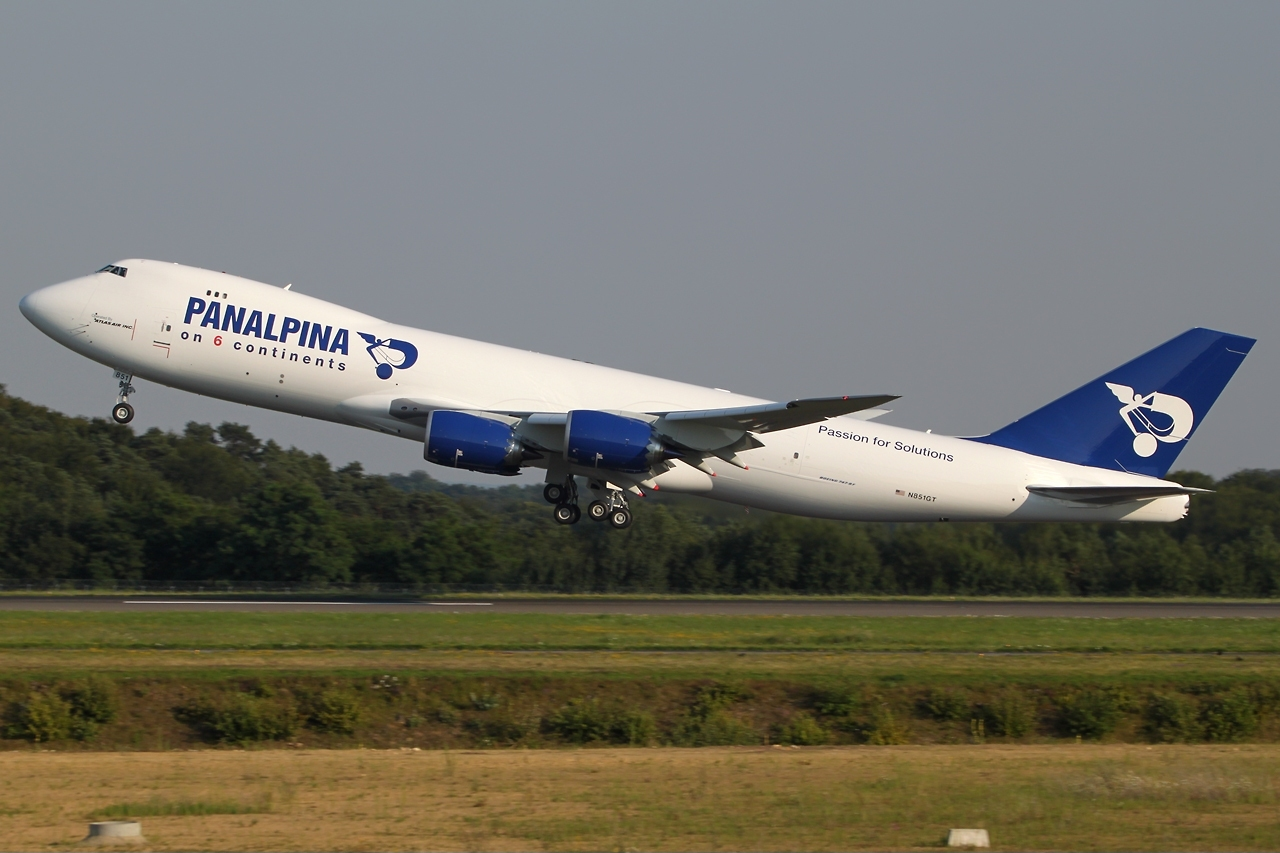
Flugzeug in Lackierung von Panalpina, betrieben durch Atlas Air

Die Panalpina Welttransport Holding AG war ein Schweizer Logistikunternehmen. Die Unternehmensgruppe verfügte 2013 über 500 Niederlassungen in 80 Staaten und arbeitete in weiteren 80 Staaten eng mit Partnerunternehmen zusammen.

## Geschichte
Das Unternehmen ging auf eine Rheinschifffahrtsgesellschaft von 1935 zurück, die von Hans im Obersteg 1895 gegründet wurde.
Panalpina war seit September 2005 an der SWX Swiss Exchange unter dem Kürzel PWTN notiert, grösste Einzelaktionärin war die Ernst Göhner Stiftung mit Sitz in Zug, die seit mindestens dem Jahr 2012 45,94 % des Aktienkapitals hielt (Stand: 26. Oktober 2018).
2019 übernahm die dänische DSV A/S das Unternehmen zum Preis von 4,6 Milliarden Schweizer Franken. Die Transaktion wurde im August 2019 abgeschlossen und die Panalpina-Unternehmensleitung wurde vollständig ersetzt.
Im Rahmen der Umstrukturierung durch DSV erfolgte ein Stellenabbau im gesamten neuen Unternehmen. Der Hauptsitz wurde nach Kopenhagen verlegt. Das Panalpina-Logo auf dem Dach der Zentrale in der Viaduktstrasse in Basel wurde im Mai 2020 entfernt.